# 무카이하라정
무카이하라정(向原町)은 일본 히로시마현 다카타군에 존재했던 정이다. 2004년 3월 1일, 무카이하라정 및 다카타군 야치요정, 미도리정, 요시다정, 고다정, 다카미야정 등 6개 정이 합병, 아키타카타시가 신설되며 폐지되었다. 동시에 다카타군도 소멸하였다.

## 역사
- 1889년 4월 1일 - 정촌제 시행으로 사카, 도시마, 나가타촌이 성립하였다.
- 1920년 4월 1일 - 사카, 도시마, 나가타촌이 신설합병해 무카이하라촌이 성립하였다.
- 1937년 4월 1일 - 정으로 승격해 무카이하라정이 되었다.
- 1954년 3월 31일 - 아리보촌의 일부를 편입하였다.
- 2004년 3월 1일 - 전 6정이 신설합병하면서 아키타카타시가 성립하여 소멸, 동시에 다카타군도 소멸하였다.

## 교통

### 철도
- 서일본 여객철도
  - 게이비 선